# رقب (خولان)

تعديل مصدري - تعديل

رقب هي إحدى قرى عزلة الاعروش بمديرية خولان التابعة لمحافظة صنعاء، بلغ تعداد سكانها 250 نسمة حسب تعداد اليمن لعام 2004.